# Ascendancy (film)
Pour les articles homonymes, voir Ascendancy.
Pour plus de détails, voir Fiche technique et Distribution.
Ascendancy est un film britannique réalisé par Edward Bennett, sorti en 1983.

## Fiche technique
- Titre : Ascendancy
- Réalisation : Edward Bennett
- Scénario : Edward Bennett et Nigel Gearing
- Production : Penny Clark et Ian Elsey
- Musique : Ronnie Leahy
- Photographie : Clive Tickner
- Montage : George Akers et Charles Rees
- Pays de production :  Royaume-Uni
- Genre : drame
- Durée : 92 minutes
- Dates de sortie :
  - Allemagne de l'Ouest : février 1983 (Berlinale)
  - Royaume-Uni : 28 avril 1983

## Distribution
- Julie Covington : Connie Wintour
- Ian Charleson : Lt. Ryder
- John Phillips : Wintour
- Susan Engel : Infirmière
- Philip Locke (en) : Dr Strickland
- Kieran Montague : Dr Kelson
- Rynagh O'Grady : Rose
- Philomena McDonagh : Mary
- Michael McKnight : Vesey
- Wolf Kahler : Muller

## Distinctions
- 1983 : Ours d'or au festival de Berlin.